# غوران كرستفسكي
غوران كرستفسكي مواليد 29 مارس 1996 في رسنه، جمهورية مقدونيا، هو لاعب كرة يد مقدوني يلعب كوسط مدافع. مثل منتخب مقدونيا لكرة اليد.

## روابط خارجية
- غوران كرستفسكي على موقع الاتحاد الأوروبي لكرة اليد (الإنجليزية)